# Решительные пункты
Решительные пункты — узаконения российского императора Петра II, принятые Верховным Тайным Советом 28 августа (8 сентября) 1728 года на поданное прошение о дополнительных привилегиях Войска Запорожского обеих сторон Днепра.

## Описание указа
В 1728 году, гетман Д. П. Апостол ко дню коронации его императорского величества Петра II, которая назначена была в месяце феврале, для принесения к тому всеподданического поздравления и благодарности за удостоение и пожалование в гетманы, ездил в Москву, где; при милостивом приеме, на прошение его об урядном правлении, из Верховного Тайного Совета даны ему Решительные пункты состоявшие из 20 статей:
1. Его Императорское Величество всемилостивейше соизволяет в Малой России Гетмана и всех подданных своих содержать по прежним их правам и вольностям, и то им подтвердить своею Императорскою грамотою, и суду и расправе у них в Малой России указал Его Императорское Величество быть по прежнему их обыкновению, как о том именно в пунктах Гетмана Богдана Хмельницкого изображено, по которым пунктам сами они подтверждения просят, и быть тем судьям из их народа и отправлять в городах на ратушах, и сотникам, и полковой старшине, и полковникам, которые б были в таких чинах люди добрые и правдивые, чтоб народ отнюдь никаким неправым судом ни от кого отягощен не был.
 В соответствии с Решительными пунктами гетман избирался только по согласию царя, дипломатические сношения с другими государствами гетман мог проводить под контролем российского генерального резидента. 
2. Обранию Гетмана вольными голосами быть по прежним их правам и вольностям, с воли и соизволения Его Императорского Величества, как и прежде было, а без указу Его Императорского Величества в Гетманы не обирать и не отставливать; и кто обобран будет в Гетманы, тому приезжать к Его Императорскому Величеству для конфирмации, и Его Императорское Величество пожалует ему, Гетману, клейноты и на Гетманство жалованную грамоту.
В военном отношении гетмана указом переподчинили российскому генерал-фельдмаршалу и гетману запрещалось иметь больше трех полков наемного войска.
Кандидатуры членов гетманской генеральной старшины утверждало российское правительство. Таможенные сборы за ввозимые из-за границы товары, передавались не в гетманскую казну, а в российскую:
13. Индукте быть на откупу, как и ныне есть, и откупные деньги принимать в казну Его Императорского Величества, понеже сей сбор индукты не с одних малороссиян, но и с великороссийских, и с приезжающих из-за границы иноземных купцов, и от того народу малороссийскому отягощения быть не может, а откупщикам индукту брать по прежнему обыкновению;

Этим указом были установлены свободные и равные права для жителей Малой и Великой России в праве покупать земли соответственно на всей территории Империи, но запрещалось переселение в малороссийские деревни русских крестьян из великороссийских деревень: 
 Его Императорское Величество соизволяя, чтоб продажа во всей Российской империи маетностей и прочего недвижимого была свободна, указал, как великороссийским (кроме иноземцев) в Малой России, так и малороссийскому народу в великороссийских городах, всякие недвижимые имения покупать и продавать невозбранно… Только великороссийским вотчинникам при сем запрещается, чтоб они в малороссийские свои деревни русских крестьян из великороссийских деревень, для поселения тамо, не переводили; а ежели кто в том будет изобличен, и за то жестоко будет штрафован; так же и малороссиянам, которые купят себе в великороссийских городех деревни, быть во всем против великороссийских вотчинников. 
Пунктами также предписывалось следить за старообрядцами и (именовались «раскольниками»), а гетманскую столицу перевести из Глухова, чтобы гетман, избрав место, представил, именно куда ту резиденцию перенести.

Этим указом определялась свобода торговли, при этом устанавливались некоторые ограничения в торговой деятельности евреев и запрещалось евреям проживать на территории Малой России:
Малороссийским торговым людям в пограничные городы в мирное время с незаповедными товары, и из-за границ в Малую Россию, с товары купцам проезд дозволен свободный… а жидам в Малую Россию на ярмарки для купеческого промыслу въезжать позволяется; только продавать им свои товары обтом, а в рознь, на локти и фунты не продавать, а на вырученные из товаров деньги покупать товары ж, а денег, золота и серебра, из Малой России за границу отнюдь не вывозить и чтоб оные жиды в Малую Россию копеек и другой монеты под российским гербом не ввозили, и того накрепко смотреть приказать, а жить жидам в Малой России, и чтоб никто их не принимал, запрещается, и имеет то быть по силе указа прошлого 1727 году. 